# Saint-Jean-le-Vieux, Pyrénées-Atlantiques
Saint-Jean-le-Vieux är en kommun i departementet Pyrénées-Atlantiques i regionen Nouvelle-Aquitaine i sydvästra Frankrike. Kommunen ligger i kantonen Saint-Jean-Pied-de-Port som tillhör arrondissementet Bayonne. År 2022 hade Saint-Jean-le-Vieux 878 invånare.

## Befolkningsutveckling
Antalet invånare i kommunen Saint-Jean-le-Vieux
| Referens: INSEE |